# Via Júlia (métro de Barcelone)
Via Júlia est une station de la ligne 4 du métro de Barcelone, dont elle constitue le terminus entre 1982 et 1999.

## Situation sur le réseau
La station est située sous la voie Julienne (Via Júlia), sur le territoire de la commune de Barcelone, dans le district de Nou Barris. Elle s'intercale entre le terminus de Trinitat Nova et Llucmajor, et accueille en arrière-gare le garage atelier des lignes 4 et 11.

## Histoire
La station est ouverte au public 1982 sous le nom de Roquetes, lors de la mise en service du prolongement de la ligne 4 depuis Guinardó. Elle constitue alors le terminus occidental de la ligne et le reste jusqu'en 1999, quand la ligne est agrandie d'une station, Trinitat Nova. À cette occasion, elle prend son nom actuel.

## Services aux voyageurs

### Accès et accueil
La station dispose de deux voies et deux quais latéraux.